# Petrus VII av Alexandria
Patriark Petrus VII av Alexandria, född Peter Papapetrou 3 september 1949 i Sichari, Cypern, död 11 september 2004, var ortodoxa kyrkans patriark av Alexandria.
Patriark Petrus installerades som patriark 9 mars 1997 efter att han blivit vald av Heliga synoden 21 februari samma år. Innan dess hade han tjänat som diakon och präst, och smordes till biskop 1983. Han hade ett nära samarbete med sin företrädare Patriark Parthenios III av Alexandria, och tillträdde dennes tjänst vid hans bortgång 1996. Hans ämbetstid utmärktes av förnyad mission i Kenya, Uganda, Madagaskar, Kamerun, och andra platser på den afrikanska kontinenten.
Den 11 september 2004 dog patriark Peter och sexton andra representanter för kyrkan, bland andra tre biskopar av kyrkan i Alexandria, metropoliten Chrysostomos av Karthago, metropoliten Irenaios av Pelusium, och biskop Nectarios av Madagaskar, när en helikopter de färdades i havererade i Egeiska havet under en resa till Athos i Grekland. Orsaken till haveriet är okänd.
Han efterträddes av Patriark Theodoros II av Alexandria.